# エルベ＝エルスター郡
エルベ＝エルスター郡 (ドイツ語: Landkreis Elbe-Elster) は、ドイツ、ブランデンブルク州南部の郡である。エルベ＝エルスター＝ラント、またニーダーラウジッツの一部を含む。北部では、特に都市シェーネヴァルデは、フレーミングにかかっている。

## 地理
郡内は地理的にみると3つに分かれる。
- 南部と西部のエルベ＝エルスター＝ラント（ドイツ語版）
- 東部のニーダーラウジッツ（ドイツ語版）の西部
- 北端部のニーデラー・フレーミング（ドイツ語版）南端

エルベ＝エルスター＝ラントは、その名の由来となるエルベ川と黒エルスター川、そしてこれらの支流によって明確に区切られた低地であり、郡内の他の地域とは、隔絶した趣である。シュリーベンの南東部は、ドーバールーク＝キルヒハインとフィンスターヴァルデとともに、ニーダーラウジッツ西部にかかっている。河川シュヴァイニッツァー・フリース北方の地は、フレーミングの一部として数えられるが、南方ではさらに奥に延び、村々を文化史的に特徴づけている。特に都市シェーネヴァルデの地区、またアムト・シュリーベン北部の自治体が当てはまる。

### 位置
当郡はブランデンブルク州南部に位置する。同州の郡でエルベ川沿いに位置するのは、当郡（都市ミュールベルク/エルベ）とプリーグニッツ郡のみである。当郡の名称の由来となったもう一つの河川は、黒エルスター川と小エルスター川である。前者は郡南部と西部を、後者は北東から南西方向に流れている。
隣接する郡は、北西部ではザクセン＝アンハルト州のヴィッテンベルク郡、北部ではテルトウ＝フレーミング郡、ダーメ＝シュプレーヴァルト郡、東部ではオーバーシュプレーヴァルト＝ラウジッツ郡、南部ではザクセン州のマイセン郡、西部ではノルトザクセン郡である。
郡の面積は1,899 km²であり、その内972 km²は農業、673 km²は林業、66 km²は、建物や空地に利用されている（2005年12月31日時点）。郡の地理上の中心地点はトレービッツの北方にあり、2011年に決定され、中心点の付近の 51°36'51,0" N – 13°25'32,6" Oが柱によって表示されている。

### 市町村
2003年自治体領域改革の結果、郡内には自治体が合計33あり、内11が都市である。
カッコ内は2023年12月31日における人口である。
| 都市 （¹アムト所属市） 1. バート・リーベンヴェルダ（9,253人） 2. ドーバールーク＝キルヒハイン（8,536人） 3. エルスターヴェルダ（7,847人） 4. ファルケンベルク/エルスター（6,205人） 5. フィンスターヴァルデ（15,864人） 6. ヘルツベルク (エルスター)（8,678人） 7. ミュールベルク/エルベ（3,481人） 8. シュリーベン¹（2,394人） 9. シェーネヴァルデ（2,973人） 10. ゾンネヴァルデ（3,182人） 11. ユービガウ＝ヴァーレンブリュック（5,092人） アムト非所属自治体 1. レーダーラント（3,694人） |

アムト及び所属自治体

(アムト庁舎所在地*)
| 1. アムト・エルスターラント（4,358人） 1. ハイデラント（448人） 2. リュッカースドルフ（1,363人） 3. シルダ（431人） 4. シェーンボルン*（1,473人） 5. トレービッツ（643人） 2. アムト・クライネ・エルスター (ニーダーラウジッツ)（5,334人） 1. クリーニッツ（1,134人） 2. リヒターフェルト＝シャックスドルフ（934人） 3. マッセン＝ニーダーラウジッツ*（1,876人） 4. ザルガスト（1,390人） | 3. アムト・プレッサ（5,924人） 1. ゴルデン＝シュタウピッツ（900人） 2. ホーエンライピッシュ（2,006人） 3. プレッサ*（2,529人） 4. シュラーデン（489人） 4. アムト・シュリーベン（5,186人） 1. フィヒトヴァルト（599人） 2. ホーエンブーコ（611人） 3. クレーミッツアウエ（786人） 4. レブーザ（796人） 5. シュリーベン、都市*（2,394人） | 5. アムト・シュラーデンラント（4,324人） 1. グレーデン*（1,332人） 2. グロースティーミヒ（990人） 3. ヒルシュフェルト（1,183人） 4. メルツドルフ（819人） |

## 歴史

### 郡の歴史
エルベ＝エルスター郡は、1993年ブランデンブルク州郡改革の一環として同年12月6日に旧フィンスターヴァルデ郡、バート・リーベンヴェルダ郡、ヘルツベルク郡（アムト・ダーメ/マルクの自治体シェーナ＝コルピーンを除く）を統合して成立した。
2009年5月25日には、連邦政府から「多様性の場」という称号を授与された。

### 人口動態
以下の表は、エルベ＝エルスター郡の人口動態を示している（1990年は10月3日付、1991年からは12月31日付け）。数値は統計時の郡域によるものである（当郡成立以前の1990年から1992年の数値は、1993年12月6日の領域に合わせた数値）。
| 年   | 人口    |
| ---- | ------- |
| 1990 | 142,679 |
| 1991 | 139,850 |
| 1992 | 139,065 |
| 1993 | 139,058 |
| 1994 | 137,947 |
| 1995 | 136,889 |
| 1996 | 136,286 |
| 1997 | 135,624 |
| 1998 | 134,684 |
| 1999 | 132,873 |

| 年   | 人口    |
| ---- | ------- |
| 2000 | 131,161 |
| 2001 | 129,066 |
| 2002 | 127,159 |
| 2003 | 125,526 |
| 2004 | 124,041 |
| 2005 | 122,031 |
| 2006 | 119,773 |
| 2007 | 117,522 |
| 2008 | 115,560 |
| 2009 | 113,586 |

| 年   | 人口    |
| ---- | ------- |
| 2010 | 111,975 |
| 2011 | 109,087 |
| 2012 | 107,649 |
| 2013 | 106,157 |
| 2014 | 104,997 |

- 現在の郡域の人口動態と予測
- 1875年からの人口動態（領域は今日のもの）
- 人口動態予測
- 年齢構成予測

出典：ベルリン＝ブランデンブルク統計局、ブランデンブルク州建設交通局、ベルテルスマン財団による詳細なデータはWikimedia CommonsのPopulation Projection Brandenburg にある。

## 経済
人口動態は否定的であるが、これは不動産価格にも影響を及ぼしている。一戸建て住宅は4万8,000ユーロで購入可能なほどである。

## 政治

### 郡長
- 1994–2002：ヴァルター・クローカー（ドイツ語版） (CDU)
- 2002–2010：クラウス・リヒター（ドイツ語版） (SPD)
- 2010–：クリスティアン・ハインリヒ＝ヤシンスキ（ドイツ語版） (CDU)

### 郡議会
郡議会は全50議席で、2014年5月25日の選挙結果による議席配分は以下の通りである。
| 政党/グループ                                              | 議席 |
| ---------------------------------------------------------- | ---- |
| CDU                                                        | 18   |
| DIE LINKE.                                                 | 8    |
| SPD                                                        | 8    |
| Wählergruppe Landwirtschaft und Natur Elbe-Elster (WG LUN) | 6    |
| BVB/FREIE WÄHLER                                           | 3    |
| FDP                                                        | 2    |
| Bürger für Finsterwalde (BfF)                              | 1    |
| AfD                                                        | 1    |
| GRÜNE/B90                                                  | 1    |
| Wählergruppe Herzberg zählt (Hz)                           | 1    |
| NPD                                                        | 1    |
| Risse-Gebauer（無所属）                                    | –    |

郡議会での統一会派は以下の通り。CDU（AfD+旧FDPの1議員を含む20議員）、LUN/BVB/BfF/Hz（11議員）、DIE LINKE./GRÜNE/B90（9議員）、SPD/FDP（9議員）である。NPDの1議員は無会派である。

### 紋章
エルベ＝エルスター郡は1995年4月24日に紋章を導入する権利を承認された。
紋章記述：「盾は4部に分けられ、上部前側は金と黒で9条に分けられ、後側は角と蹄が金で、振り返る赤い雄牛、下部前側は金地に爪と舌が赤く、後ろ足で立つ黒のライオン、後側は赤と銀で9条に分けられる」。
角と蹄が金で、振り返る赤い雄牛は、ニーダーラウジッツの雄牛（ルッカウの雄牛）である。爪と舌が赤く、後ろ足で立つ黒のライオンは、マイセンのライオンである。どちらも同じ方向を向き、全面を警戒する。黒と金の縞模様は、12世紀後期のザクセン＝ヴィッテンベルク公領に由来する。赤と銀の縞模様はブランデンブルクの紋章に由来する。1815年のウィーン会議でにそれまでザクセン領であったアムト・ドブリルークとアムト・フィンスターヴァルデ、またザクセンの主権下にあったゾンネヴァルデ等族領主領がプロイセン王国領となった。15世紀までニーダーラウジッツの一部であったこれら新領土は、ブランデンブルク州内に新設されたルッカウ郡に帰属することとなった。
郡内のアムト、市町村の紋章はエルベ＝エルスター郡の紋章一覧を参照。

### 公印
「公印はエルベ＝エルスター郡の紋章を含み、紋章の上部に大文字でLANDKREIS ELBE-ELSTER と囲む」（基本条例第2条第1項）。

### 旗
「郡の旗は黒と金の2色旗である。旗の色はザクセンの紋章のものに由来する。旗は水平方向、垂直方向に掲揚する際も、垂直方向に塗り分けられ、紋章は盾の分割線が塗り分けの線と重なるようにする」（基本条例第2条第3項）。

## 文化と見所

### 定期祝祭、催事

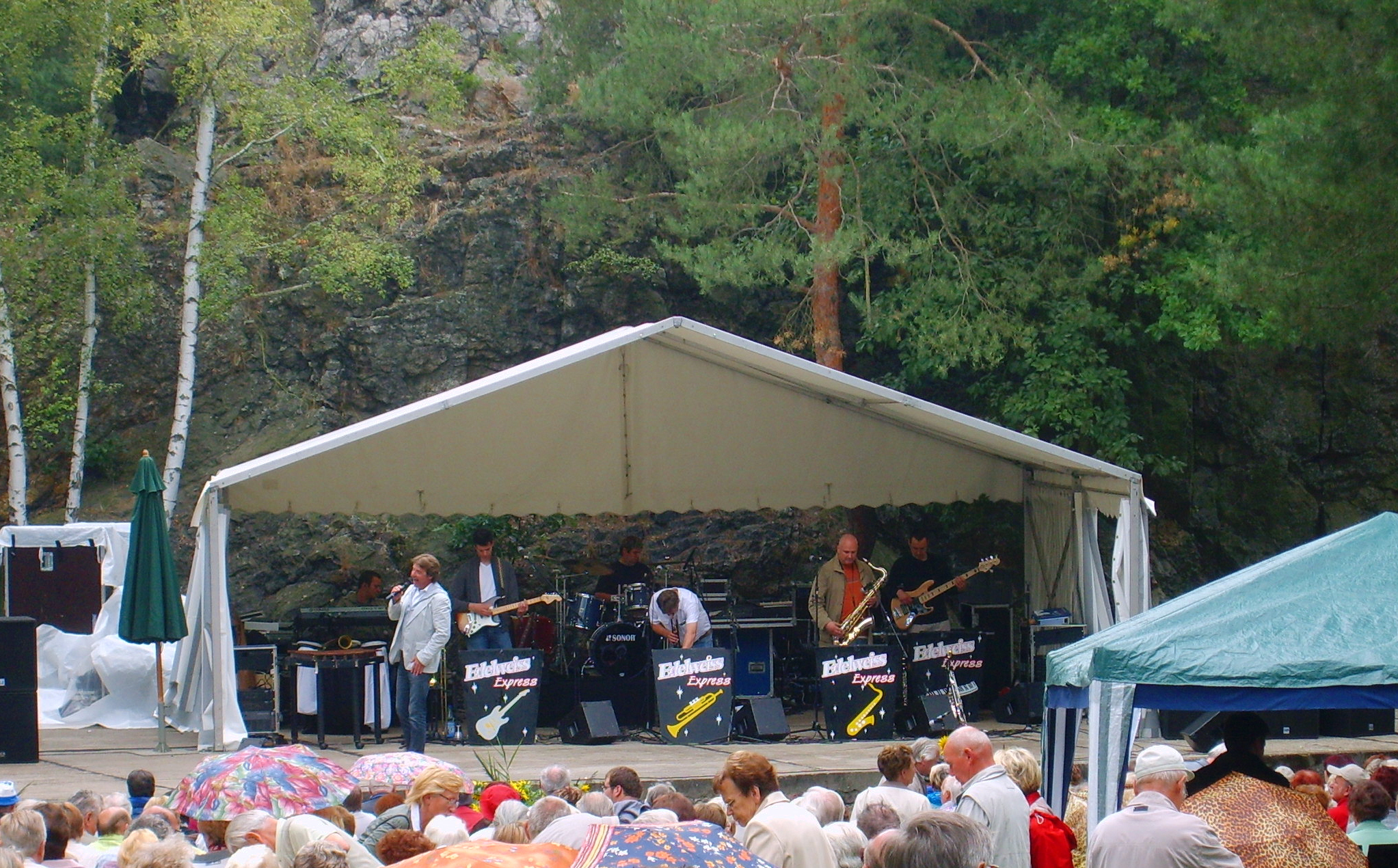
ロートシュタイン岩塊を前にした屋外ステージ、「岩塊祭」にて

- ロートシュタイン岩塊祭（ドイツ語版）
- シュリーベン（ドイツ語版）乙女市（ドイツ語版）
- フィンスターヴァルデ歌祭（ドイツ語版）
- エルスターヴェルダ春祭（ドイツ語版）
- 動物園祭（Tierparkfest, ヘルツベルク/エルスター（ドイツ語版））
- ヘルツベルク望遠鏡の集い（ドイツ語版）
- ヘルツベルク農民大市（Großer Herzberger Bauernmarkt, ヘルツベルク/エルスター）
- オクトーバーフェスト・ミュンヒェン（エルスター）
- キービッツ湖（ドイツ語版）湖畔祭
- エルスターヴェルダ歴史的買物の夜 (Historische Einkaufsnacht Elsterwerda)
- エルベ＝エルスター＝ラント国際人形劇祭（ドイツ語版）
- ヒルシュフェルト国際音楽祭 (Internationales Musikfest Hirschfeld)
- バート・リーベンヴェルダ（ドイツ語版）ゴムボート・レース
- プレーステヴィッツ（ドイツ語版）農民市
- バート・リーベンヴェルダ・エルスター走 (Elsterlauf)
- バート・リーベンヴェルダ鉱泉の泉祭 (Brunnenfest)
- マースドルフ（ドイツ語版）とクレーベルン（ドイツ語版）のモトクロス競技
- オサック（ドイツ語版）の水上自転車レース (Teichfahren in Ossak)

### 博物館
- リヒターフェルト＝シャックスドルフ（ドイツ語版）の観光鉱業所・表土コンベアブリッジF60（ドイツ語版）
- ドームスドルフ（ドイツ語版）のルイーゼ・ブリケット工場（ドイツ語版）
- プレッサ発電所（ドイツ語版）
- バート・リーベンヴェルダとフィンスターヴァルデの郡立博物館
- ドーバールーク＝キルヒハイン（ドイツ語版）の白なめし博物館（ドイツ語版）
- ミュールベルク市立博物館 (Stadtmuseum Mühlberg)

### 歴史記念物

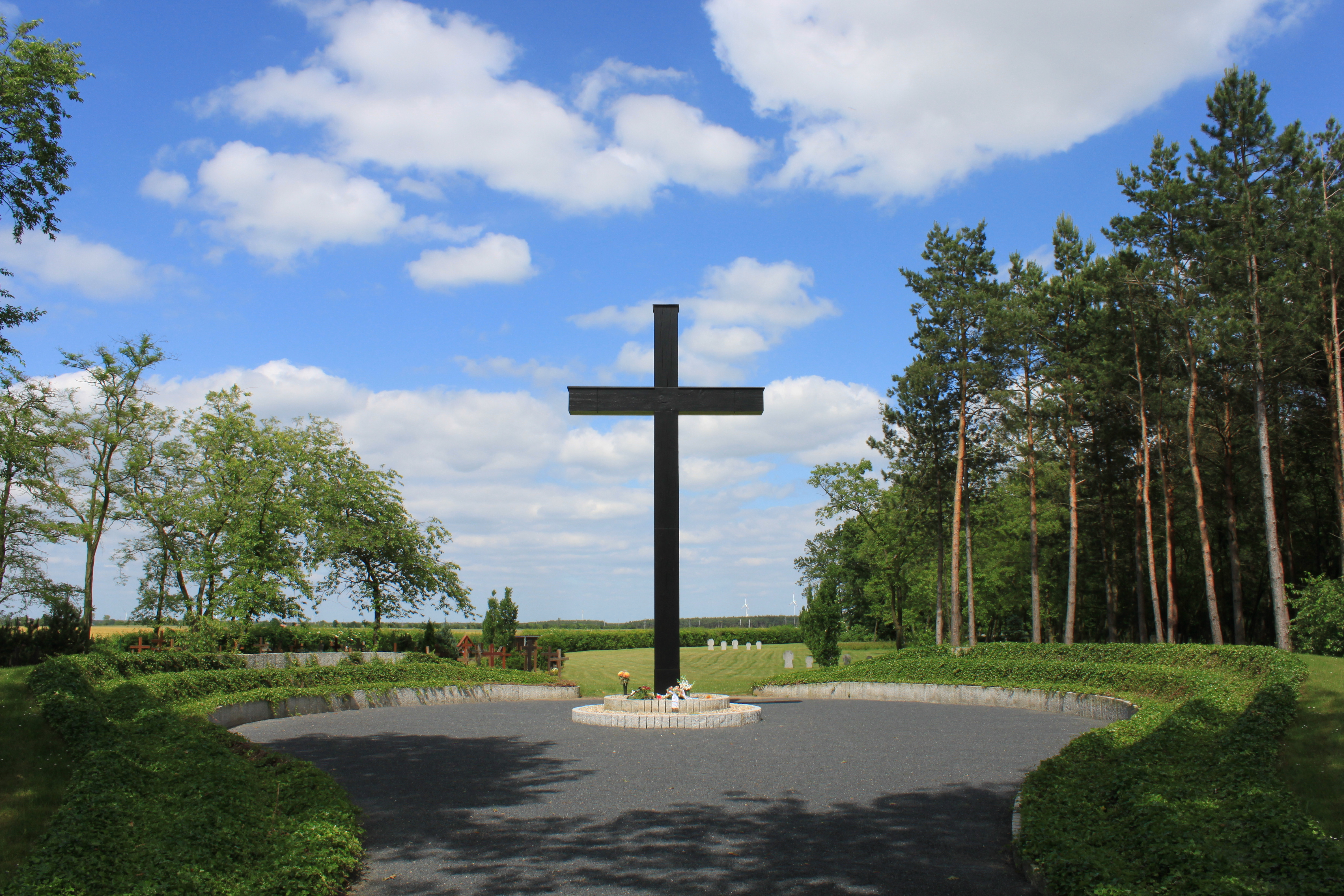
旧ミュールベルク収容所付近の埋葬地

- ノイブルクスドルフ（ドイツ語版）近郊の捕虜収容所、基幹収容所IV-B（ドイツ語版）、後の第1特別収容所ミュールベルク（ドイツ語版）の追悼施設。
- トレービッツにあるユダヤ人墓地、失われた列車（ドイツ語版）の犠牲者の追悼施設
- ブーヘンヴァルト強制収容所の付属収容所、シュリーベン外部収容所（ドイツ語版）の追悼施設

## ナンバープレート
1994年1月1日以来、識別記号の「EE」が割り当てられ、使用されている。2013年4月2日からは「FI」（フィンスターヴァルデ）、2013年5月29日からは「LIB」（バート・リーベンヴェルダ）が利用可能となった。

## その他
エルベ＝エルスター郡では、ブランデンブルク州の諸方言（マルク＝ブランデンブルク方言）と隣接する他州の諸方言（テューリンゲン・オーバーザクセン方言群）が使用されている。郡北部の村々では、低地ドイツ語であるフレーミング方言が離されているが、南部ではオーバーザクセン方言が既に支配的となっている。
そのため特にブランデンブルク州内で当郡の出身者は他州出身と間違われることがある。

### 定期刊行物
- Heimatkalender für den Kreis Bad Liebenwerda. (für den Altkreis Bad Liebenwerda, das Mückenberger Ländchen, Ortrand am Schraden und Uebigau-Falkenberg, jährliche Erscheinungsweise)
- Die Schwarze Elster. (heimatkundliche Schriftenreihe für den Altkreis Bad Liebenwerda)
- Heimatkalender Herzberg (Region Herzberg, jährliche Erscheinungsweise)
- Finsterwalder Heimatkalender (jährliche Erscheinungsweise)
- Der Bomätscher (Heimatkundliche Schrift der Stadt Mühlberg/Elbe, quartalsweise Erscheinungsweise)
- Der Speicher (Jahresschrift des Kreismuseums Finsterwalde)
- EE-Grafik (Kunstmappe mit Grafiken ansässiger Künstler, jährliche Erscheinungsweise)